# Dänew
Dänew – miasto we wschodnim Turkmenistanie, w wilajecie lebapskim, siedziba etrapu. W 2022 roku liczyło ok. 15,4 tys. mieszkańców.
Miejscowość otrzymała status miasta w 2016 roku.